# Ясир Шиваза
Шиваза Ясир Джумазович (дунг. Ясыр Шывазы, псевдонім— Щянма; 5 [18] травня 1906, Александровка, Туркестанський край — 18 червень 1988, Фрунзе) — дунганский радянський письменник.
Народився в селі Олександрівка (нині — в Московському районі Чуйської області).
У 1930 закінчив Татарський інститут освіти ім. Г. Тукая в Ташкенті. У 1940 вступив в КПРС. Брав участь у  Другій Світовій війні 1939—1945 років. У 1957—1964 роках працював редактором дунганської міжреспубліканського газети «Шийүәди чи» («Прапор Жовтня»).
У 1958—1965 роках був кандидатом в члени ЦК КП Киргизії. У 1938—1942 і 1946—1954 роках був секретарем спілки письменників Киргизької РСР.
Твори Шивази друкуються з 1929 року. Однією з головних тем його творів є дружба народів.